# Туринська папірусна карта

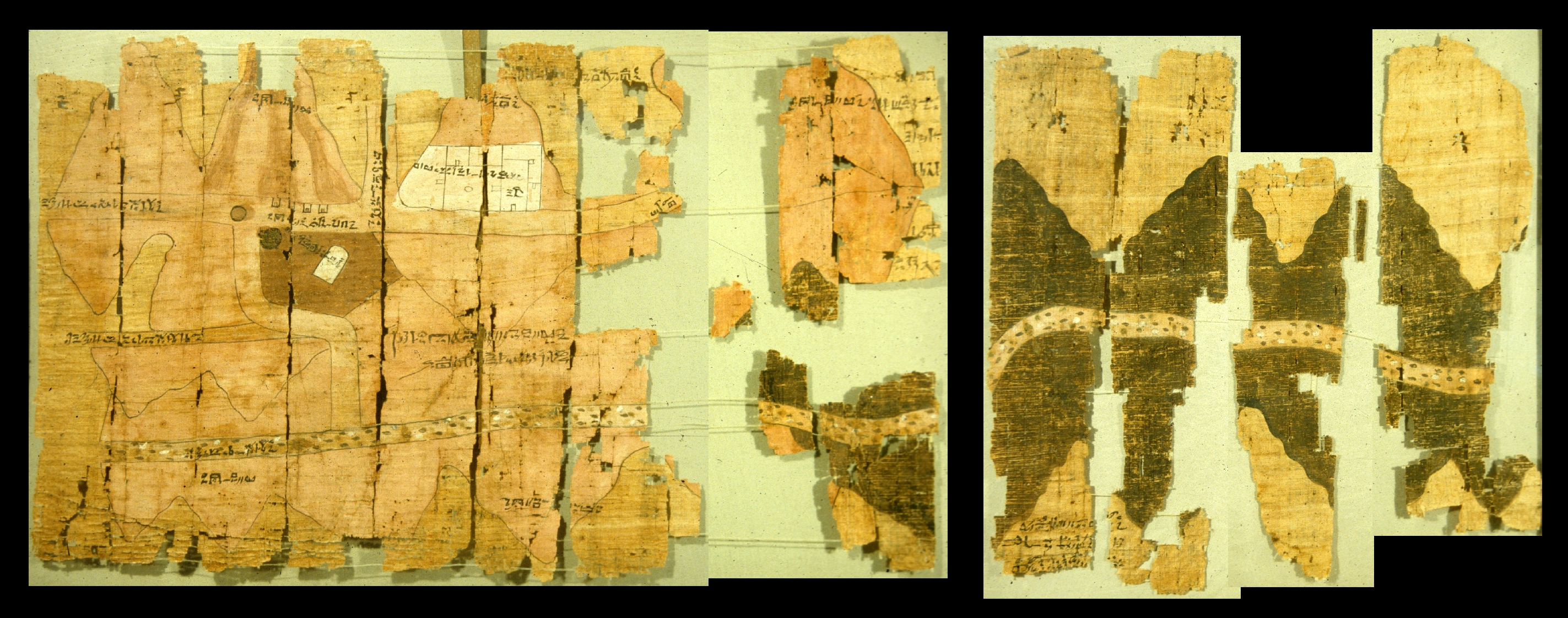
Лівий бік карти

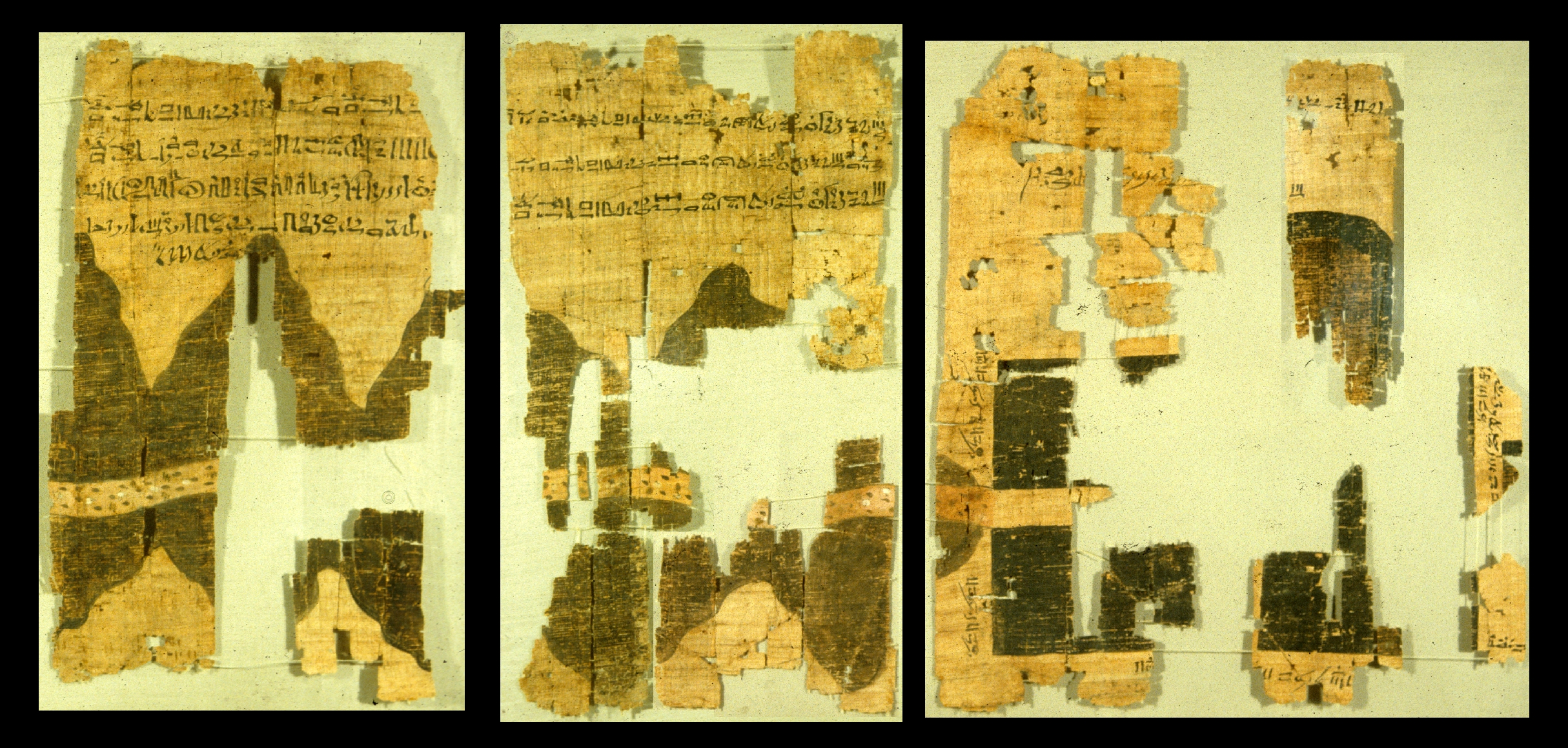
Правий бік карти

Туринська папірусна карта — найдавніша збережена географічна і геологічна карта у світі.
Зображує 15-кілометровий відрізок Ваді-Хаммамат із зазначенням сіл, пагорбів, золотоносних копалень і каменоломень, а також відстаней між ними. Виконано близько 1160 року до н. е. для учасників організованої Рамзесом IV експедиції в тамтешні каменоломні.
Карта, яка експонується в Єгипетському музеї Турина, була виявлена наполеонівським посланником — французьким генеральним консулом в Єгипті, Бернардіно Дроветті, в Дейр-ель-Медіні, селі ремісників під Фівами.
У реконструйованому вигляді має розміри 280 на 41 см. Втім, щодо правильного компонування розрізнених фрагментів карти суперечки в науковому середовищі не вщухають.
«Туринська папірусна карта» (за назвою міста зберігання рукопису) відображує план одного з гірничих районів луксорського списку, так звану «Чисту гору». На мапі збереглися давні позначки:
1. — «дорога, що веде до моря»
2. — «гора золота» (із зображеними шахтами)
3. — «поселення шукачів золота»
4. — «стела Мент-Маат-Ра» (фараона Сеті I, батька Рамзеса II)
5. — «дорога Та-Менті»
6. — «гора Амона»
7. — «гора, в якій перебуває Амон»
8. — «святилище Амона на Чистій горі»
9. — «гора, на якій промивається золото»
10. — «дорога …»
11. — «гора золота»
12. — «друга дорога, що веде до моря»
13. — зображення колодязя
14. — оброблене поле (заштриховане).

Привертає увагу те, що укладач мапи надав великого значення святилищам бога-сонця Амона (ототожнення верховного бога Ра). Імовірно, що гірники золотих копалень належали до храму Амона-Ра.